# Tadahiro Yanagawa
Tadahiro Yanagawa (梁川禎浩?, Yanagawa Tadahiro; 25 aprile 1986) è un ex cestista giapponese.